# 再生回路

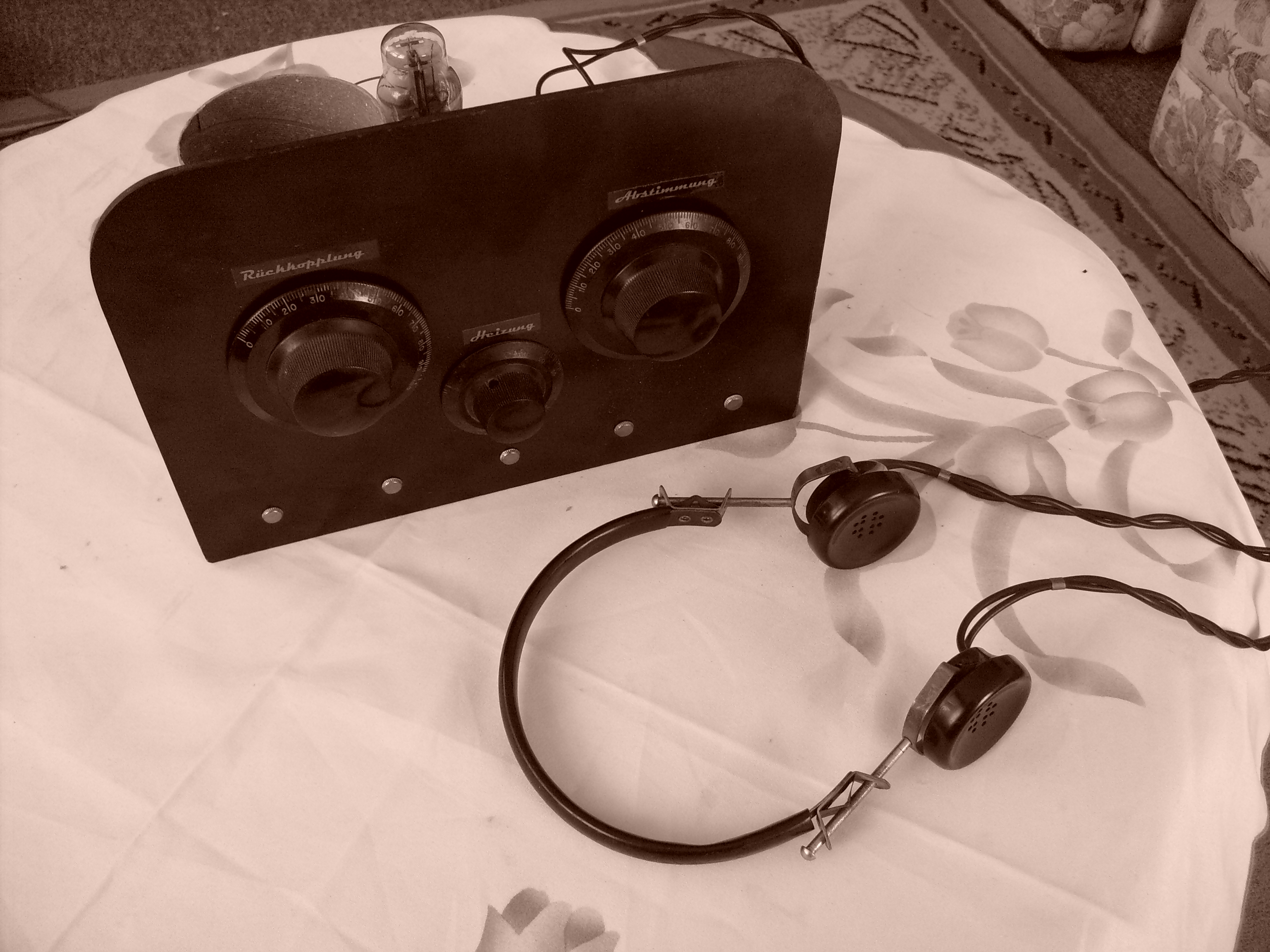
自作の再生式短波ラジオの例。1930年代には多くのアマチュアがこのような受信機を自作した。

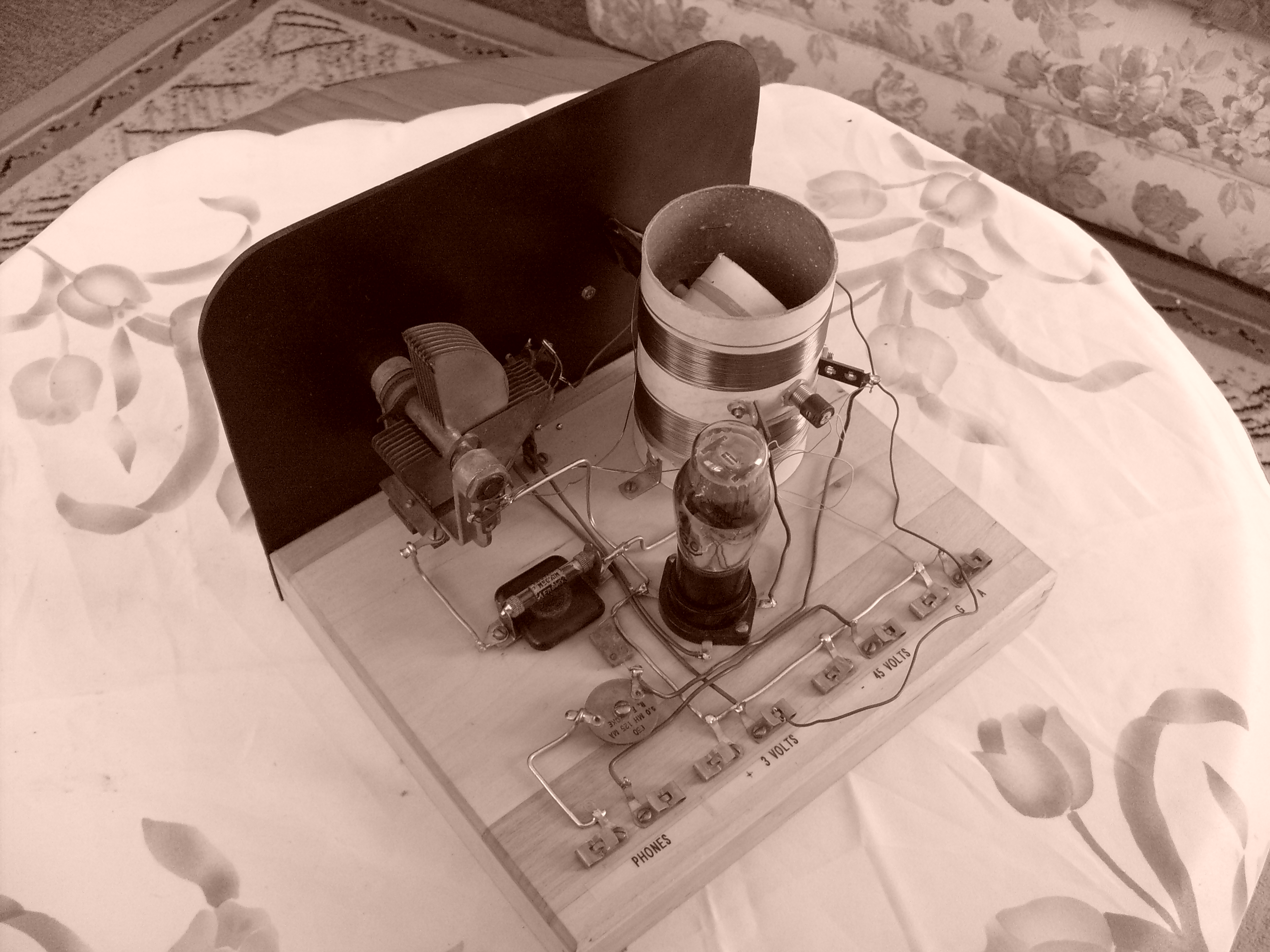
上のラジオを後ろから見たもの。再生回路は単純で部品点数が少ない。

再生回路（さいせいかいろ、英語: regenerative circuit）、あるいは再生検波回路（さいせいけんぱかいろ、英語: regenerative detector circuit）とは、正帰還（ポジティブフィードバック）を加えて感度と選択度を高めた検波回路である。
再生回路は1912〜1913年頃に発明され、この回路を検波回路として用いた再生式受信機（英語: regenerative receiver）は簡単な回路で比較的優れた性能が得られたため、ラジオ受信機として1920年代から1940年代頃まで広く使用された。この回路は帰還量を大きくしすぎると発振してしまう欠点があり調整が難しく、その後スーパーヘテロダイン方式が一般的になるとラジオ受信機に使われることは無くなった。
この方式を改良し意図的に発振を断続（クエンチング）させることで帰還量の調整を不要にした超再生検波回路（英語: super-regenerative detector circuit）は、単純でLSI化しやすく消費電力が低いため現在でも研究が行われ、低価格、超低消費電力が要求される近距離無線通信システムに用いられている。

## 概要

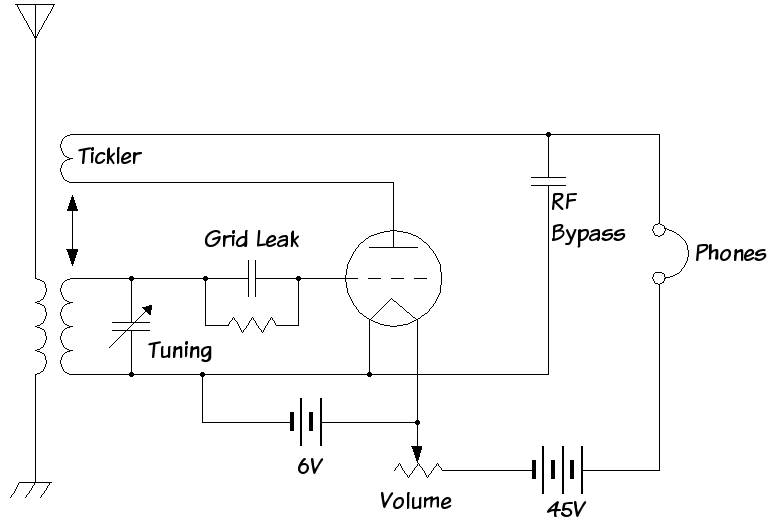
再生式受信機の回路例。検波出力の一部を再生コイル経由で入力側に戻している。

真空管やトランジスタなどの能動素子を用いた増幅回路や検波回路の出力の一部を正帰還で入力に戻すと、入力信号をより強める方向に働くため出力は帰還（フィードバック）が無い場合より大きくなる。帰還量を発振直前の状態に近づけるに従い増幅率は増加する。再生回路はこのような原理により元の増幅回路より大きな増幅率を得る回路である。
さらに、再生回路内に共振回路が含まれると、その共振周波数で強い正帰還がかかる。共振周波数の信号のみが高い増幅率で増幅されるため、回路全体では単体の共振回路より高い選択度も得ることができる。
十分な感度と選択度を得るために高価な真空管が多数必要だった時代、少ない真空管と単純な回路で大きな増幅率と高い選択度を得られる再生回路の発明は非常に重要なものだった。
再生回路には多くのバリエーションがある。最も一般的な再生検波回路は、真空管などを用いた検波回路（例えばグリッド検波回路）の出力の一部を再生コイル（英: tickler coil）経由で入力側の同調回路に戻すものである。
現在の一般的なラジオ受信機と比べると、再生式受信機は調整が難しく慣れが必要だった。
アメリカなどでは1930年代から、国内でも第二次世界大戦が終わるとスーパーヘテロダイン受信機がラジオ用として一般に使われるようになった。アマチュア無線などでは自作向けの初心者用受信機としてその後も使われ続けたが、1970年代以降にダイレクトコンバージョン受信機が一般的になるとそのような分野でも使われなくなった。
再生の技術は検波回路だけではなく増幅回路などにも応用できる。性能が優れ煩雑な調整が不要なスーパーヘテロダイン受信機がラジオ用として一般に使われるようになった1950年代以降も、より少ない部品で高い性能を得るため、スーパーヘテロダイン受信機の検波回路や、高周波増幅回路、周波数変換回路、中間周波数増幅回路に再生をかけた回路が一部で使われた

## 長所と短所

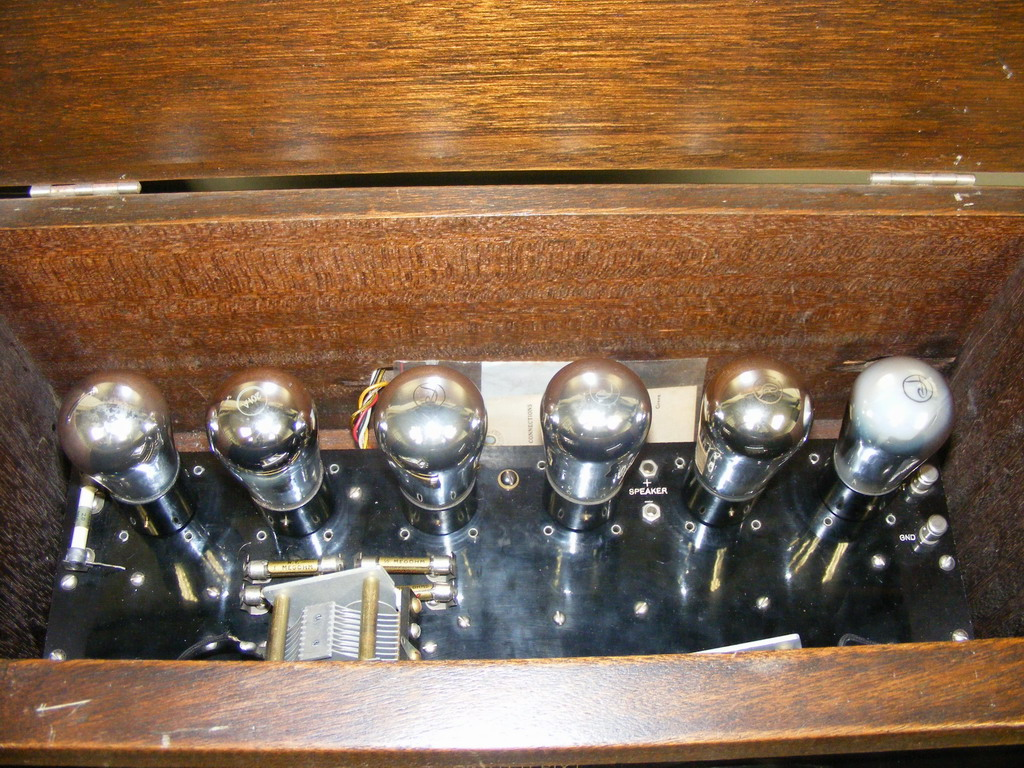
6球式ストレート式受信機の内部。電球のようなものが当時の真空管。再生式受信機と比較すると複雑で高価だった。

再生回路の長所として最も大きいのは以下のものである。
- 単純な回路で高い増幅率と選択度が得られる。

ラジオ放送が開始された1920年代〜1930年代頃、真空管は高価で増幅率も小さかった。例えば1925年頃の真空管"199"の増幅率は6.6倍、"201A"の増幅率は10倍で、国内での価格はどちらも10円程度（当時の小学校教員の初任給は45円前後）だった。
この頃の再生回路を使用しないストレート式受信機（TRF受信機、Tuned RF receiver）は、5〜6本の真空管と複数の同調回路とを組み合わせ必要な感度と選択度を得る必要があり、当時としては非常に複雑で高価なものだった
。この時代の高級受信機の日本での価格は小さな家一軒分くらいだったと言われる。
また、1920年代頃の受信機はまだ電灯線式の電源を使っておらず、真空管のためのA、B、Cの各電源用に電圧の異なる3種類の電池を使用していた。そのため真空管が多く消費電力が高い受信機は電池のコストもかかった。このような時代、単純な割に感度と選択度が高いという長所は非常に重要視された。
再生回路の短所として以下の項目が挙げられる
。
- 調整が難しく、増幅度を上げようとすると容易に発振してしまう。
- 受信周波数で発振しアンテナから電波として放出され他の受信機に妨害を与える（高周波増幅段が無い場合）。
- ダイナミックレンジの制限のため強い信号に対して選択度が悪い。
- 選択度は増幅度に依存するため受信信号に最適な選択度が得られない。
- バンドパスフィルタは単純な単極フィルタに限定される。
- 周波数安定度が悪い。

現在のラジオ受信機が周波数を合わせるだけで受信できるのと比べると、受信周波数と再生の両方を適切に調整しなければならない再生式受信機は操作が難しい。また、受信する信号の強さが変わると再生のかかり具合も変わるため、受信する局ごとに再生の再調整が必要になる。
再生を強くかけすぎることによる発振も他の受信機への妨害につながる。特に真空管を再生回路に使用していた時代、現代の半導体と比べ再生回路で扱う電力レベルが大きかったため妨害電波も強くなり問題になりやすかった。例えば、第二次世界大戦後に日本を統治したGHQは、再生回路による電波障害（再生妨害）を起こす受信機の生産を禁止し、スーパーヘテロダイン受信機を推奨した。当時アメリカ占領軍が多用していたテレックス通信が家庭用の再生式ラジオからの電波により妨害されたためとも言われる。
また、再生回路は弱い信号に対して増幅度と選択度が良いが、強い信号に対しては選択度が悪く、混信が起こりやすくなる。逆に、微弱な信号に対して増幅度を上げようとすると、選択度が鋭くなりすぎてラジオ放送では音質が悪化する問題もある。
再生回路は近くに強い信号があると周波数の引込現象（Interlocking）が起きて発振が強い信号に同期してしまい、弱いCW信号（モールス信号）受信時にビートがかからなくなる。
現在の受信機で一般的に使われているスーパーヘテロダイン方式やダイレクトコンバージョン方式には上記の欠点が無い。調整が不要で受信動作も安定しており、バンドパスフィルタの特性も受信対象となる信号の帯域幅に合わせて自由に設計でき、受信信号の強さによらず選択度は一定である。受信周波数を決める局部発振器が信号を増幅する経路と独立しているため安定度も高くしやすい。

## 受信方法
再生受信機は、通常のAM放送で使われるAM信号以外に、CW信号、SSB（Single-Sideband）信号も受信することができる。受信したい電波型式により再生の調整方法が若干異なる。
AM放送などAM信号の受信の場合、周波数を合わせた後に再生の量を調整してビート音直前の状態にして使用する。再生の量が少ないと感度が低く放送は小さな音でしか聞こえないが、再生の量を増やすに従って増幅度が上がり、ビート音直前の状態では感度が最も高い状態になる。再生の量を増やすと選択度も上がり周波数のずれが目立ってくるため、受信周波数の調整も同時に行う必要がある。再生の量を減らすと帯域幅も広がるので、ある程度強い信号であれば再生を弱めて音質を向上させることもできる。再生の量を増やし過ぎて再生回路が発振してしまうと、AM信号の搬送波と発振周波数の差によるビート音が発生し正常な受信ができない。
逆にこのビート音の発生を利用し、わずかにビート音が聞こえる状態まで再生の量を調整してから、目的のAM信号との間のビート音ができるだけ低い音になるよう受信周波数を調節し、その後再生の量をわずかに減らして最良の状態に調整する方法もある。再生調整後は必要に応じ受信周波数を微調整する。
発振周波数を搬送波の周波数と同じにし（ホモダイン検波）ビート周波数を0 Hz付近に維持すれば、発振している状態でも受信が可能で感度もさらに高くなる。周波数が数十ヘルツずれただけでビート音が発生するため受信周波数の調整を頻繁に行う必要があり、帯域幅もかなり狭くなるため音質が悪化する。
無線電信(CW)信号の受信では、わずかに再生回路が発振している状態（オートダイン検波）で受信する。CW信号それ自身は変調されておらず、発振していない状態で受信するとモールス信号による電波のオン / オフを聞き取ることができない。そのため回路をわずかに発振させてキャリアとの間にビート音を発生させることで、電波のオン / オフが聞き取れるようにして受信する。この時の再生回路は増幅器としてだけでなく発振器（BFO、Beat Frequency Oscillator)としても機能している。周波数をずらすことでビート音の高さの調節ができる。
SSB信号を受信する際も、搬送波が抑圧されているのでそのままでは復調できない（もごもごいうだけで内容がわからない。）。CW信号と同様、再生回路がわずかに発振している状態で受信する。聞こえる音声の音調が低すぎたり高すぎたりしないように受信周波数を微調整する。
これらの信号以外に、受信周波数を信号の周波数よりわずかにずらしスロープ検波を行うことで、FM信号の受信を行うことも可能である。

## 再生の調整
再生回路での再生の調整には大きく分けて2通りの手法がある。
- 正帰還の量を調整する。
- 増幅回路の利得を調整する。

正帰還の量を調整する方法の代表的なものは、再生コイルと直列に接続したバリアブルコンデンサ（throttle-capacitor）の容量を変えることで正帰還の量の調整を行う方法で、1950年頃までの国内のラジオ受信機でよく使われた。この方式は再生の調整が比較的スムーズで、電源電圧も安定化しやすく、動作を安定させやすい特徴がある。バリアブルコンデンサの静電容量が小さい時は帰還量が少なく、容量を増やすに従い帰還量が多くなり、最後には発振状態になる。コンデンサの容量の変化により共振回路の共振周波数も影響を受け、高い周波数では周波数がずれやすくなる問題点もある。
この方法以外に、結合度が可変のコイルであるバリオメータ（バリオカップラ）を再生コイルに用い結合度の調整を直接行う方法がある。これは1920年代頃の再生受信機で使われた。再生コイルと直列に可変抵抗を接続して調整する方法もある。
増幅回路の利得を調整する方法の代表的なものは、再生回路内の真空管やFETなどの増幅素子に加える電圧を可変抵抗器で変えるものである。三極管やFETではプレート電圧やソース電圧を、五極管ではスクリーングリッド電圧を変えることで増幅度を変化させる。電圧の上昇に従い増幅度も上がるので再生の調整ができる。五極管がよく使われた時代、スクリーングリッド電圧による再生の調整は一般的な方法で プレート電圧を変える方法より安定度も高く、再生回路にハートレー発振回路のような帰還比を変えられない回路を使う場合に用いられた。
また、1920年代頃の再生受信機では真空管のヒーター電圧を変えることで利得を変化させ再生を調節する方法も使われた。当時の真空管は特性のばらつきが激しく、さらにヒーター用に使う電池の電圧も低下していくため、適切なヒーター電圧に調節できるよう真空管のヒーター回路にレオスタット（2端子の可変抵抗器）を接続するのが一般的だった。このレオスタットを利用して再生のかかり具合の調整を行った。ヒーター電圧やプレート電圧を変化させる方法は調整の特性にヒステリシスがあり再生の調整が難しくなることがある。

## 理論

再生回路のモデルとなるフィードバック回路

再生検波回路は、特定の周波数特性を持つバンドパスフィルタと増幅回路を用いたフィードバックに検波回路を組み合わせた回路としてモデル化できる。再生検波回路の利得や選択度はフィードバック回路の伝達関数から求まるが、事象とは乖離するゆえ更なる理論解析が求められる。
バンドパスフィルタとしてLCR回路を用いる場合、フィルタの特性は以下のような二次の伝達関数 {\displaystyle A_{bpf}(s)} で表現される。
{\displaystyle A_{bpf}(s)={\frac {s{\frac {\omega _{0}}{Q}}}{s^{2}+s{\frac {\omega _{0}}{Q}}+\omega _{0}^{2}}}}
ここで {\displaystyle \omega _{0}}  は同調回路の中心周波数、Q（Q値) は同調回路の選択度の良さを表す値である。一般に同調回路のHz単位の3 dBバンド幅 BW は Q を使い以下の式で表現できることが知られており、Q値が大きいほど同調回路のピークが鋭くなるためバンド幅は小さくなる。
{\displaystyle BW={\frac {2\pi \omega _{0}}{Q}}}
このバンドパスフィルタと増幅率 α の周波数特性を持たない増幅回路とを組み合わせると、フィードバック回路の順方向の伝達関数 A(s) は、
{\displaystyle A(s)=A_{bpf}(s)A_{amp}(s)={\frac {s{\frac {\omega _{0}}{Q}}\alpha }{s^{2}+s{\frac {\omega _{0}}{Q}}+\omega _{0}^{2}}}}
また、フィードバック回路全体の伝達関数 {\displaystyle H_{reg}(s)} は、フィードバック回路の逆方向の伝達関数を B(s) とすると以下の式で表現される。
{\displaystyle H_{reg}(s)={\frac {A(s)}{1-A(s)B(s)}}}
単純化のため B(s) = 1 とし式をまとめると全体の伝達関数は以下の式で表される。
{\displaystyle H_{reg}(s)={\frac {s{\frac {\omega _{0}}{Q}}\alpha }{s^{2}+s{\frac {\omega _{0}}{Q}}\left(1-\alpha \right)+\omega _{0}^{2}}}}
この伝達関数から中心周波数での利得、Q値、バンド幅はそれぞれ以下の式になる。
{\displaystyle |H_{reg}(\omega _{0})|={\frac {\alpha }{1-\alpha }}}
{\displaystyle Q_{reg}(\omega _{0})={\frac {Q}{1-\alpha }}}
{\displaystyle BW_{reg}={\frac {2\pi \omega _{0}}{Q_{reg}}}=BW\left(1-\alpha \right)}
これらの式より 1-α の値が 0 （発振状態）に近づくにつれ、回路全体の利得は急激に上がり、Q値も上昇してバンド幅は元の値より狭くなることがわかる。例えば 1-α の値が 0.01 の場合、利得は元の回路の100倍になり、Q値と選択度も元の回路より100倍良くなる。
また、再生検波回路を同調回路と負性抵抗の組み合わせとしても理解することができる。同調回路として使われるLCR回路は内部に抵抗成分を含むため、入力された信号成分のエネルギーが増えることはなく、また同調回路のQ値にも限界があるため選択度がよくない。
再生回路では入力された信号の一部が増幅され再度入力側に戻されるため、フィードバックは入力側のLCR回路の損失を減らす方向に働き、LCR回路側から見ると負性抵抗が接続されたように見える。
直列に接続した LCR回路のQ値は以下の式で定義される。
{\displaystyle Q={\frac {1}{R}}{\sqrt {\frac {L}{C}}}}
この式において、再生回路による負性抵抗 {\displaystyle -R_{reg}} が接続される場合を考えると回路全体のQ値は、
{\displaystyle Q_{reg}={\frac {1}{R-R_{reg}}}{\sqrt {\frac {L}{C}}}}
となるため、フィードバック回路での分析の場合と同様、再生により {\displaystyle R-R_{reg}} が 0 に近づくにつれ、Q値が上昇しバンド幅もそれとともに狭くなる。LCR回路内の損失の減少により高周波信号の減衰も少なくなり、発振状態に近づく。
現実の回路でも、負性抵抗を示すトンネルダイオード（エサキダイオードともいう）やガン・ダイオード、ラムダダイオードなどとLCR回路を組み合わせ、再生回路として動作させることができる。

## 再生式受信機
アメリカでは1920年代の商業放送開始以降、放送局が乱立して競争を行ったため混信が問題となった。そのため再生式受信機の全盛期は1920年代までで、1924年にRCAから選択度が優れ混信の少ないスーパーヘテロダイン受信機が発売されると、1930年代には量産され普及した。
多くの国が隣接するヨーロッパでは、他の国の放送を聞くための短波が受信できるオールウェーブ受信機や高感度の受信機の需要が1930年代頃から高まった。例えばイギリスのBBCは1932年から全世界向けの短波放送（BBCエンパイアサービス）を開始し、1930年代後半からはドイツ語やスペイン語など外国語放送も始めた。逆に、1931年にフランスで、1933年にはルクセンブルクでもイギリス向け英語放送が始まった。このような環境の中、普及の時期や状況は国によって異なるが、感度の高いスーパーヘテロダイン受信機がアメリカと同様に普及していった。

1930年前後の再生式ラジオ（ヨーロッパ）
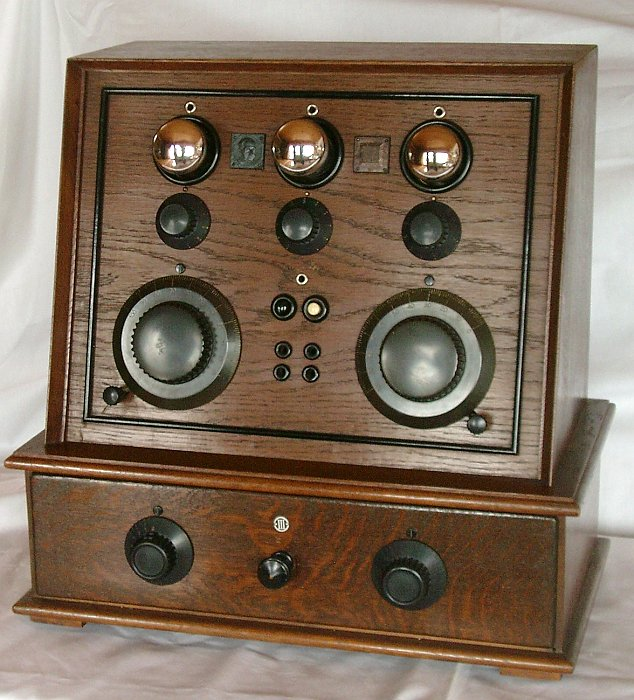
テレフンケン 3/26a型 （1926年）
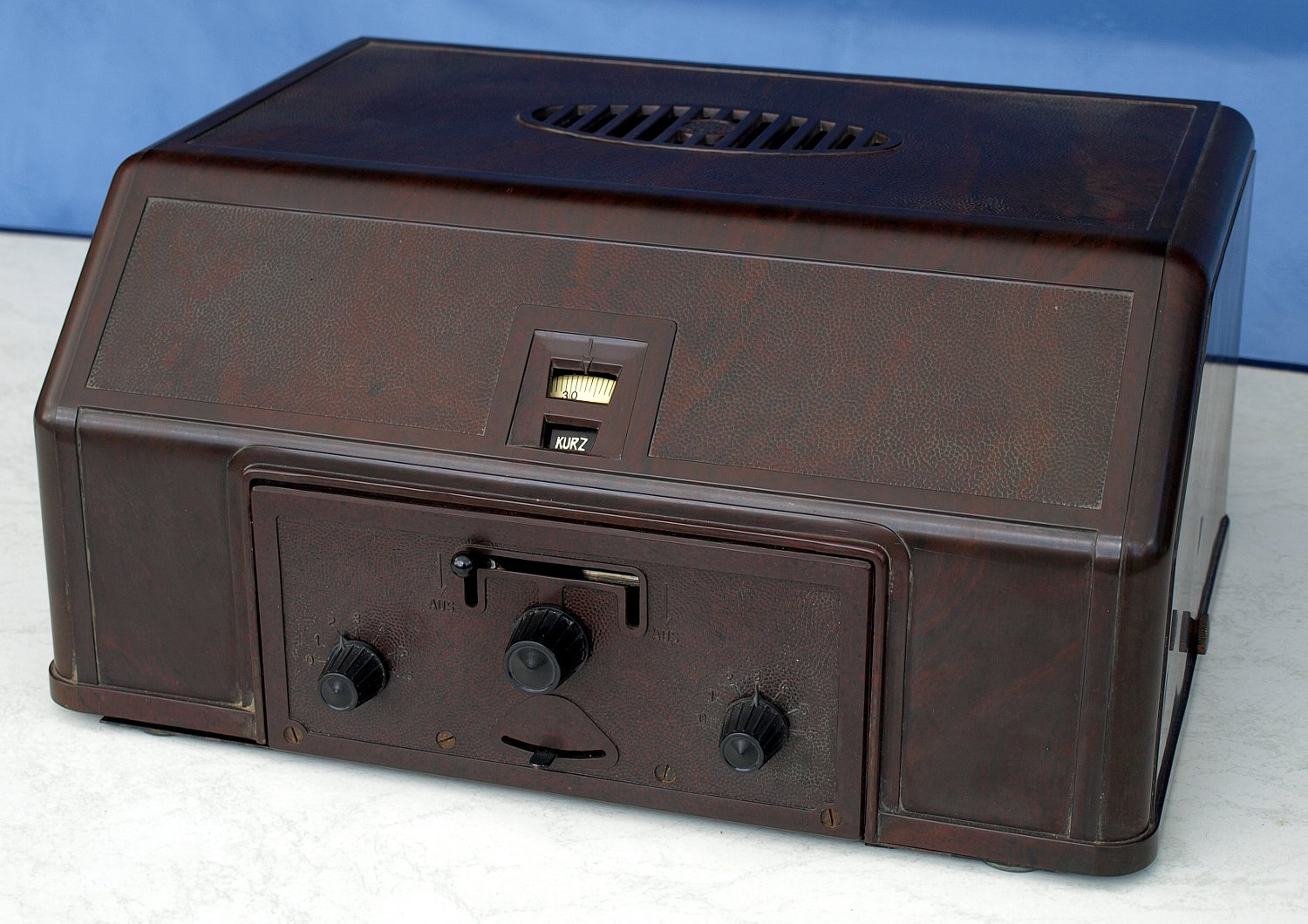
Saba S35W型 （1930-31年）
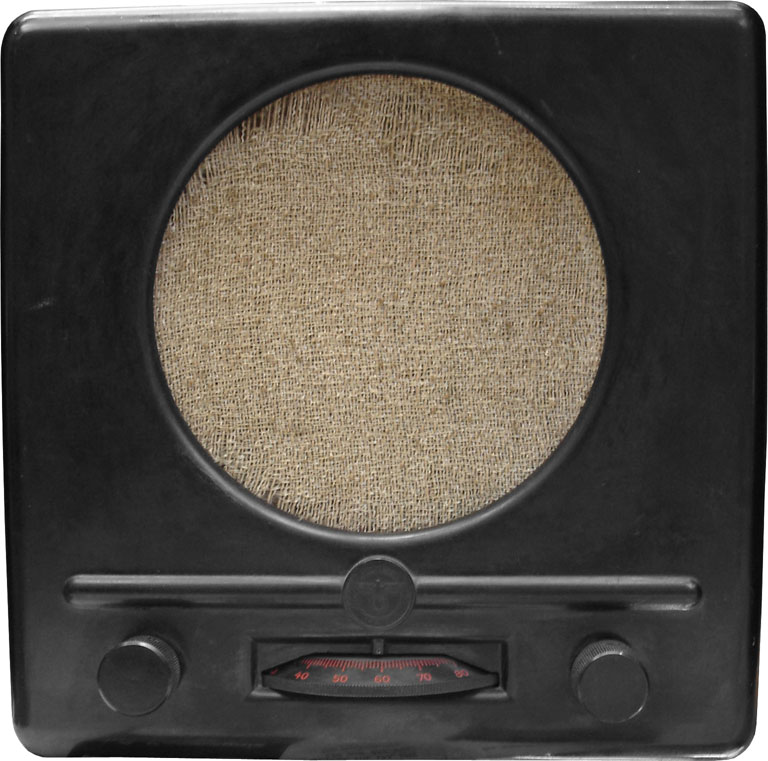
ドイツ小型受信機 DKE1938型（1938年）

日本国内では日本放送協会のみが放送を許可された時期が長く続いた。都市部では2つの局、地方では1つの局しかなかったため他の放送局による混信の問題がなく、遠くの放送局を受信する必要もなかった。そのため1950年代頃まで再生式ラジオ受信機が使われ続けた。国民の購買力も低かったため、この頃までの国内の標準的な受信機は並四と呼ばれる単純な構成の安価なものが一般的だった。

### 並四、並三、三ペン
並四（なみよん）、並三（なみさん）とは国内で使われた再生式ラジオ受信機の構成の俗称で、並四は真空管4本を、並三は真空管3本を用いたものである。どちらも高周波増幅段は持たない。
並三は再生検波、低周波増幅、整流（電源用）の各回路に真空管1本を用い、スピーカを用いる真空管式ラジオ受信機の最も単純な構成にあたる。並四は、感度を上げるため低周波増幅を2段にし真空管をもう1本増やした構成である。さらにもう少し高感度で高価な受信機用として、再生検波の前に高周波増幅段を持つ高一（こういち）と呼ばれる構成もあった。
並四の名称が使われ始めたのは、再生式ラジオ受信機に高性能な五極管が使われだした1930年代で、それ以前の普通の（並みの）真空管である三極管を用いた4球式の受信機を区別して並四の名称で呼ぶようになった。三極管を用いた4球式受信機は1931年頃から「普通四球」と言われるようになり、1935年頃には「並四球」が資料に現れる。これに対し五極管（ペントード、Pentode）を用いた3球の再生式ラジオ受信機は三ペンの名前で呼ばれた。
この頃に並三という呼称はまだない。この当時、三極管のみを用いた3球式受信機は感度が悪く送信所から近距離の場所でしか使えず、市販のラジオ受信機として一般的な構成ではなかった。
その後、ラジオ受信機用の真空管として五極管が一般的になり三極管が使われなくなっても並四の名称は受け継がれた。第二次世界大戦が終わり多くの電機メーカーがスーパーヘテロダイン受信機を作るようになった1950年代以降も、自作ラジオ向けの再生検波回路用コイルが「並四コイル」の名前で販売されて有名になり、多くの無線雑誌で並四の名称が一般的に使われるようになった。また三ペンという名称は使われなくなり、戦前に三ペンと呼ばれていた受信機は並三の名称で呼ばれるようになった。
| 再生検波 | 低周波増幅 | 電力増幅 | 整流    | 備考                         |
| -------- | ---------- | -------- | ------- | ---------------------------- |
| UY-227   | UX-226     | UX-112A  | KX-112B | ナス管、三極管使用           |
| UY-27A   | UX-26B     | UX-12A   | KX-12B  | ST管初期型、三極管使用       |
| UZ-57    | UX-26B     | UX-12A   | KX-12B  | ST管、国策型など、五極管使用 |
| UZ-57    | UY-56      | UX-12A   | KX-12F  | ST管、国策型後期、五極管使用 |
| 6C6      | UY-76      | 6Z-P1    | KX-12F  | ST管、戦後、五極管使用       |

### ドイツ国民受信機と放送局型受信機・国策型受信機
第二次世界大戦が始まる少し前頃から、政治思想の普及や資材統制などのため政府が主導する形でのラジオの規格化と普及がドイツや日本で行われた。低コストで大量生産が可能なラジオ受信機を実現するため、これらには単純な回路でそれなりの性能が得られる再生回路が使われた。
ドイツの国民受信機（独: Volksempfänger）は、ナチス・ドイツの一般国民に対するプロパガンダ放送の受信の手段として低価格で販売されたもので、ライトホイザー博士を長とする委員会が中心になって開発を進めた。最初の国民受信機 VE-301 型は、1933年8月18日にベルリン国際無線展示会で発表され、発売初日で10万台が売れたと言われる。この受信機は、製造コストをできるだけ抑えること、および自国のローカル局およびドイチェ・ヴェレ(Deutsche Welle)の放送が確実に受信でき、イギリスBBCのヨーロッパ向け放送（後のBBCワールドサービス）など他国の放送局は受信できないようにすることが重要だったため、部品点数が少なく感度が低めの構成が採用された。交流電源用や直流送電地域用、電池用、交直両用などの複数のモデルがあり、使用真空管と構成は異なる。交流用の基本モデル VE301W は三極管 REN904 による再生検波回路（後に五極管 AF7 に変更）と五極管 RES164 による低周波増幅回路の組み合わせが使用された。
後にはさらに価格を抑えたドイツ小型受信機（Deutscher Kleinempfänger）DKE1938 型が販売された。この受信機は三極管 / 四極管の複合管 VCL11 の使用や電源トランスの省略など徹底的な資材節約を行い、価格は VE301W のほぼ半額の35ライヒスマルクだった。DKE1938 型は1938年末までに70万台が生産された。

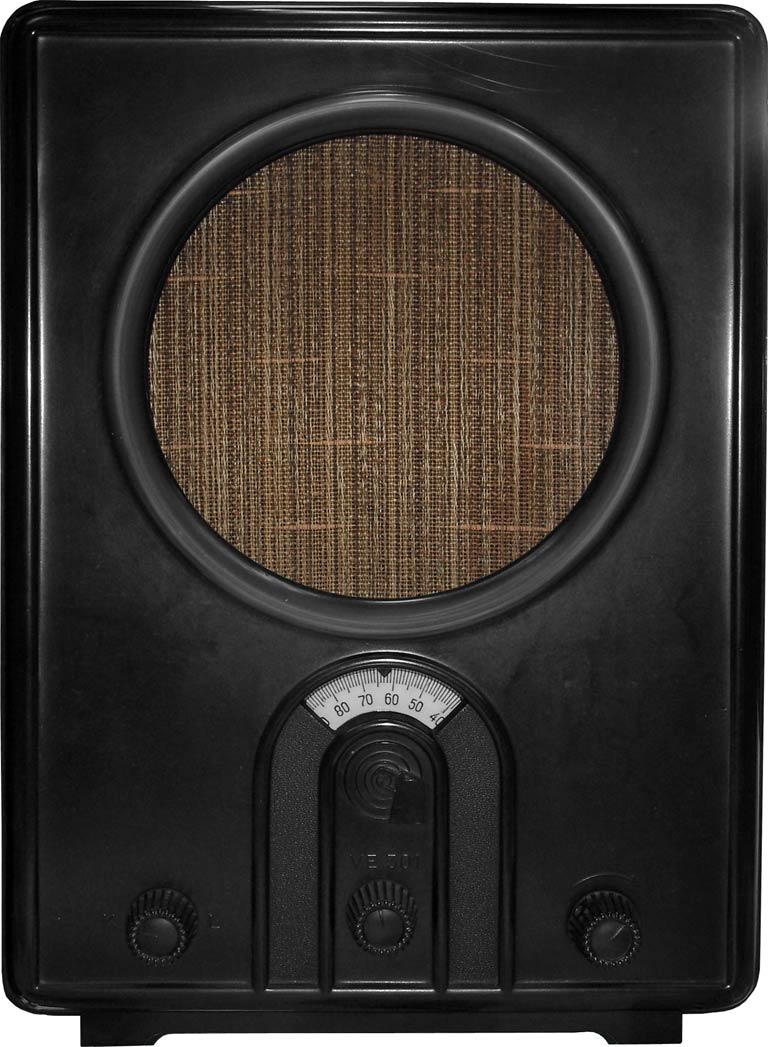
ドイツ国民受信機 VE301W
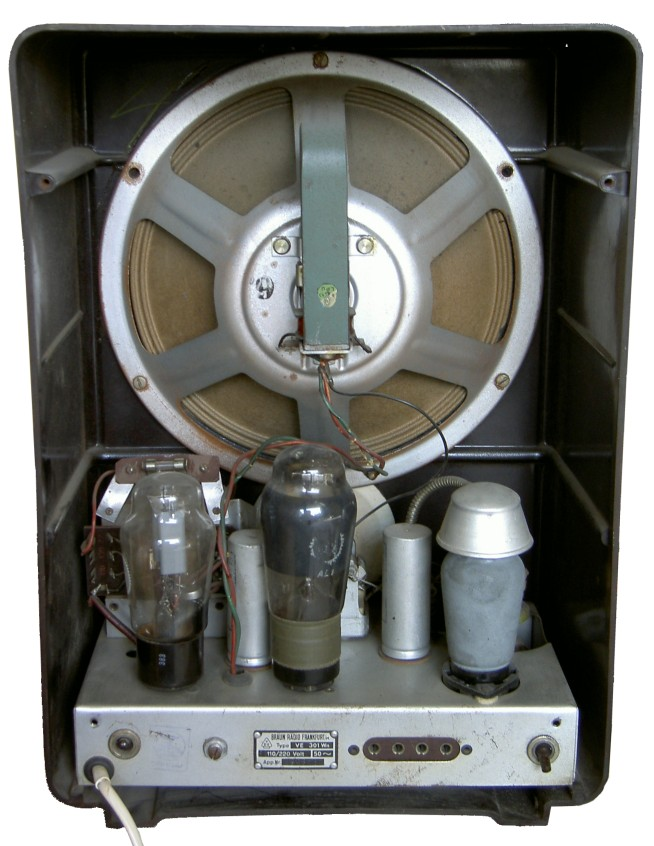
ドイツ国民受信機 VE301Wの内部構造
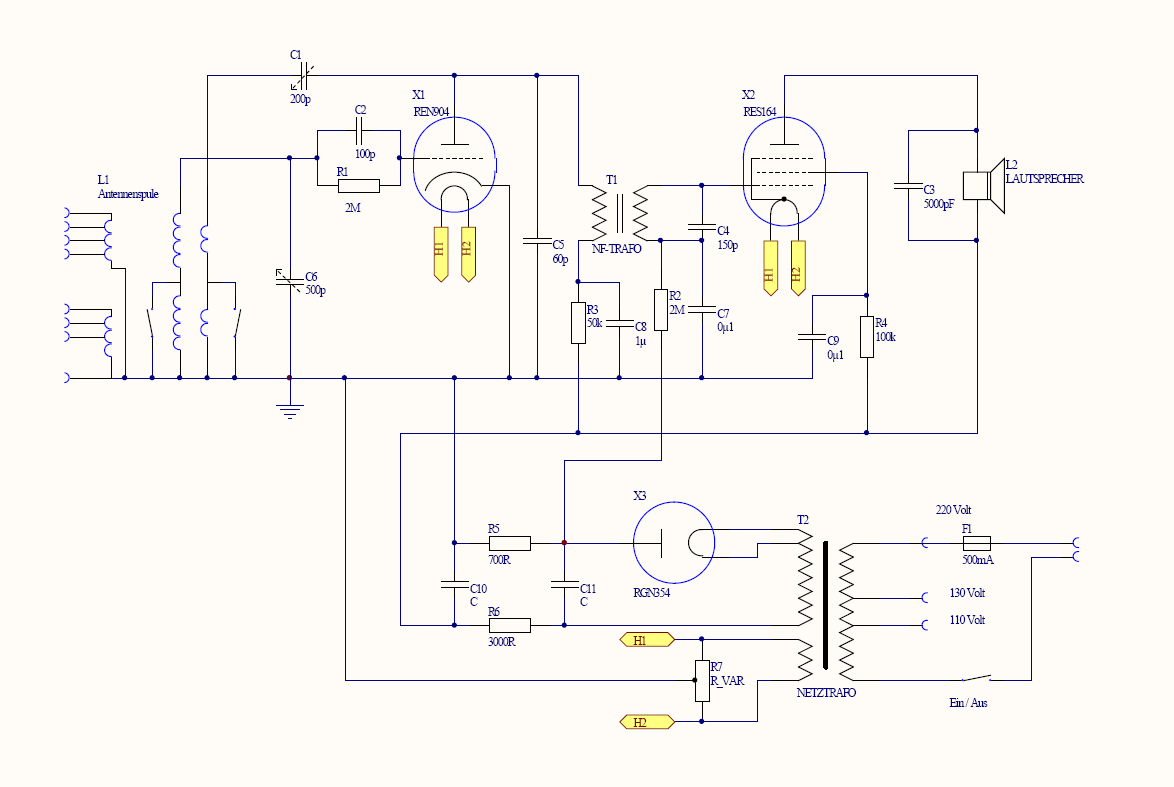
ドイツ国民受信機 VE301Wの回路図

日本では、日本放送協会が「放送局型受信機」の検討を1938年頃から始めた。ドイツの国民受信機から影響を受けたもので、放送協会がデザイン、回路、販売価格までを指定し、同じ物を量産することで一定以上の品質を持った標準受信機を安価に提供することを目指していた。最も有名なものとして放送局型123号受信機があり終戦までに62万台以上が生産された。当時の一般的な受信機であり空襲警報や玉音放送などの記憶とともに語られることも多い。
この受信機は、五極管 12Y-V1 による高周波増幅回路、五極管 12Y-R1 による再生検波回路、五極管 12Z-P1 による低周波増幅回路からなり、整流管には双二極管 24Z-K2 を用いた。鉄や銅を節約するため電源トランスを用いないトランスレス方式を採用し、また戦争末期になるほど物資の不足から作りか簡素になっている。この受信機は電解コンデンサの不良など判定困難な故障が多く、真空管が特殊で修理時に入手しにくかったせいもあり、非常に評判が悪かった。
以下に放送局型受信機の種別と構成を示す。
| 名称          | 使用真空管                  | 感度階級 | 規格年度        | 形式 | 備考                                           |
| ------------- | --------------------------- | -------- | --------------- | ---- | ---------------------------------------------- |
| 放送局型1号   | 57 47B 12B                  | 中電界   | 1938.1          | 並三 | 音質改善のためプレート検波を採用、低感度       |
| 放送局型3号   | 58 57 47B 12B               | 弱電界   | 1938.1          | 高一 | 音質改善のためプレート検波を採用、低感度       |
| 放送局型11号  | 57 47B 12F                  | 中電界   | 1939.3          | 並三 | 放送局型1号の感度改善・省資源版                |
| 放送局型122号 | 12Y-R1 12Z-P1 24Z-K2        | 弱電界   | 1940.10         | 並三 | トランスレス方式                               |
| 放送局型123号 | 12Y-V1 12Y-R1 12Z-P1 24Z-K2 | 微電界   | 1940.10、1942.3 | 高一 | トランスレス方式、物資不足で段階的に仕様簡素化 |
また、放送局型受信機とは別に、資材節約という当時の国策に沿ってラジオメーカが独自に設計した普及型受信機（「国策型受信機」と呼ばれる）も数多く存在した。これらの受信機で最も一般的な構成は真空管 UZ-57, UX-26B, UX-12A, KX-12F の組み合わせからなる並四で、初期の国策型受信機である「ナショナル国策1号型」（KS-1型）がこの構成である。1940年以降はラジオ統制の強化により UX-26B に代わって UY-56 が使われるようになった。これらの受信機には、放送局型受信機と同様、再生検波回路が使われていた。
戦争が終わるとラジオの統制は解除され、GHQによる民主化の手段としてラジオの普及が行われることになった。このような背景から1945年9月には日本の新たな標準受信機の規格である「国民型受信機」規格の検討が始まり、1946年に日本通信機械工業会から正式な規格が発表された。この規格でも再生検波回路が使われた。戦争中の代表的な受信機だった放送局型123号の構成も国民型1号として国民型受信機規格に採用されている。以下に国民型受信機の種別と構成を示す。
| 名称       | 使用真空管                  | 感度階級 | 出力        | 形式 | 備考                                                 |
| ---------- | --------------------------- | -------- | ----------- | ---- | ---------------------------------------------------- |
| 国民型1号  | 12Y-V1 12Y-R1 12Z-P1 24Z-K2 | 微電界   | 300 mW以上  | 高一 | 放送局型123号と同構成、トランスレス方式              |
| 国民型2号A | 6D6 6C6 6Z-P1 12F           | 微電界   | 300 mW以上  | 高一 | 国民型受信機の主流モデル（ナショナル4M-106型など）   |
| 国民型2号B | 12Y-V1 12Y-R1 12Z-P1 12F    | 微電界   | 300 mW以上  | 高一 | 国民型1号の電源トランス使用版、後に廃止              |
| 国民型2号C | 6D6 6C6 42 12F              | 微電界   | 300 mW以上  | 高一 | 後に廃止                                             |
| 国民型3号  | 12Y-V1 12Y-R1 12Z-P1 24Z-K2 | 微電界   | 300 mW以上  | 高一 | ダイナミックスピーカー使用の高級型、トランスレス方式 |
| 国民型4号A | 6D6 6C6 42 80               | 微電界   | 1000 mW以上 | 高一 | ダイナミックスピーカー使用の高級型                   |
| 国民型4号B | 6D6 6C6 6Z-P1 12F           | 微電界   | 300 mW以上  | 高一 | ダイナミックスピーカー使用の高級型                   |
| 国民型5号  | 57A 56A 12A 12F             | 弱電界   | 170 mW以上  | 並四 | 旧式の2.5 V管を使用、GHQ指示により後に廃止           |
| 国民型6号A | 58A 57A 47B 12F             | 微電界   | 300 mW以上  | 高一 | 旧式の2.5 V管を使用、後に廃止                        |
| 国民型6号B | 58A 57A 3Y-P1 12F           | 微電界   | 300 mW以上  | 高一 | 6号Aの 47B を傍熱型の 3Y-P1 に変更、後に廃止         |
その後、再生妨害が発生する国民型5号の製造がGHQにより禁止され、ヒーター電圧2.5 Vの旧式の真空管を用いたものが廃止になるなど、見直しと整理が行われた「普通級国民型受信機規格」が1947年に制定された。
また、上位規格である「超ヘテロダイン級国民型受信機規格」も同じ年に発表され、スーパーヘテロダイン受信機の標準化が行われた。これ以降、多くのメーカーから普及型のスーパーヘテロダイン受信機（五球スーパー）も発表されるようになった。
この当時の国内の電源事情は極めて悪く100ボルトの電灯線電圧が半分以下に下がることもあり、電源電圧の低下で局部発振が止まると受信できなくなるスーパーヘテロダイン受信機がすぐに主流となることはなかったが、1951年に民間放送が始まり 局数が増加すると、徐々に感度と選択度に優れたスーパーヘテロダイン方式への移行が進んでいった。

### 軍用無線機と兵器

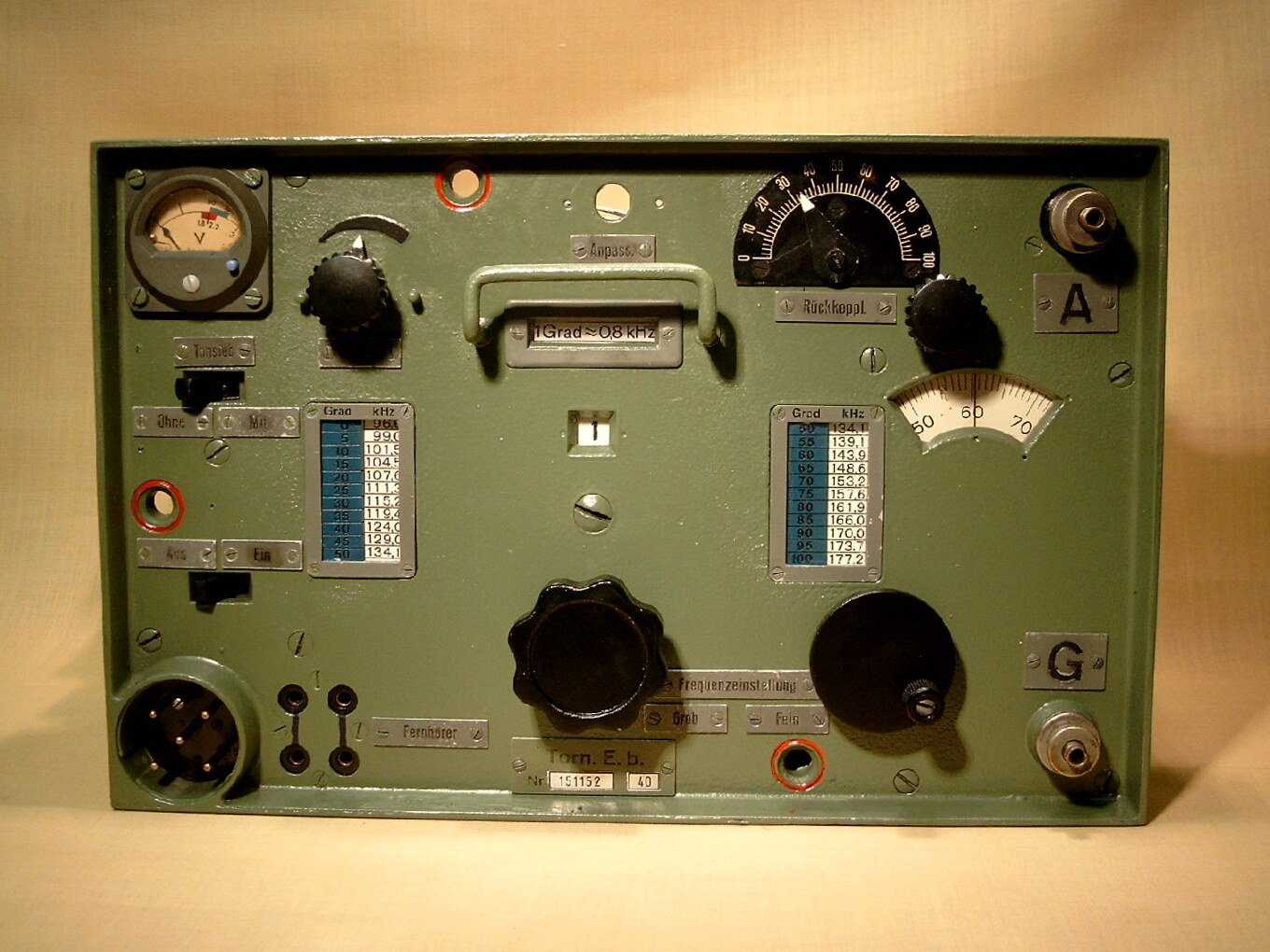
再生回路を使用したドイツの野戦用受信機 Torn.E.b/24b-305 のフロントパネル

第二次世界大戦中の軍用無線機の受信部には、感度や選択度の点からスーパーヘテロダイン方式が使われることが多かった。しかしアメリカなどと比較し無線技術が遅れていた日本の大戦初期の無線機には、再生方式やその応用である超再生方式を用いたものも多くあった。
例えば、日本海軍の代表的受信機である海軍92式特受信機では、長波の受信に2-V-1（高周波増幅2段 - 再生検波 - 低周波増幅1段）の再生方式を用いている。陸戦隊用無線機の海軍TM式短移動無線電信機の受信部も2-V-2（高周波増幅2段 - 再生検波 - 低周波増幅2段）の再生式である。さらに小型なトランク型の可搬式簡易電信機である海軍TM式軽便無線電信機は0-V-1（高周波増幅無し - 再生検波 - 低周波増幅1段）の構成だった。
陸軍でも陸軍94式5号無線機や陸軍94式6号無線機など、可搬式の野戦用無線機には再生式の受信部を用いた。
また、日本海軍の艦船・潜水艦搭載用の対水警戒マイクロ波レーダーである海軍2号2型電波探信儀は、最初マグネトロンを用いた超再生方式の受信部が使われ、その後動作の不安定さを改善するため昭和19年頃に再生方式に変更されて使用された。このレーダーはその後スーパーヘテロダイン方式に改修され、終戦まで使用された。
日本以外では、例えばドイツの野戦用受信機として使われた再生式受信機 Torn.E.b.（独: Tornister Empfänger Berta）が有名である。これは2-V-1の構成で、後期のものは堅牢なターレット式コイル切替機構を用いて100 kHzから6670 kHzまでの周波数範囲を受信できた。初期バージョンは1920年代終わり頃に設計され、多くの改良が加えられながらから1940年代まで生産された。

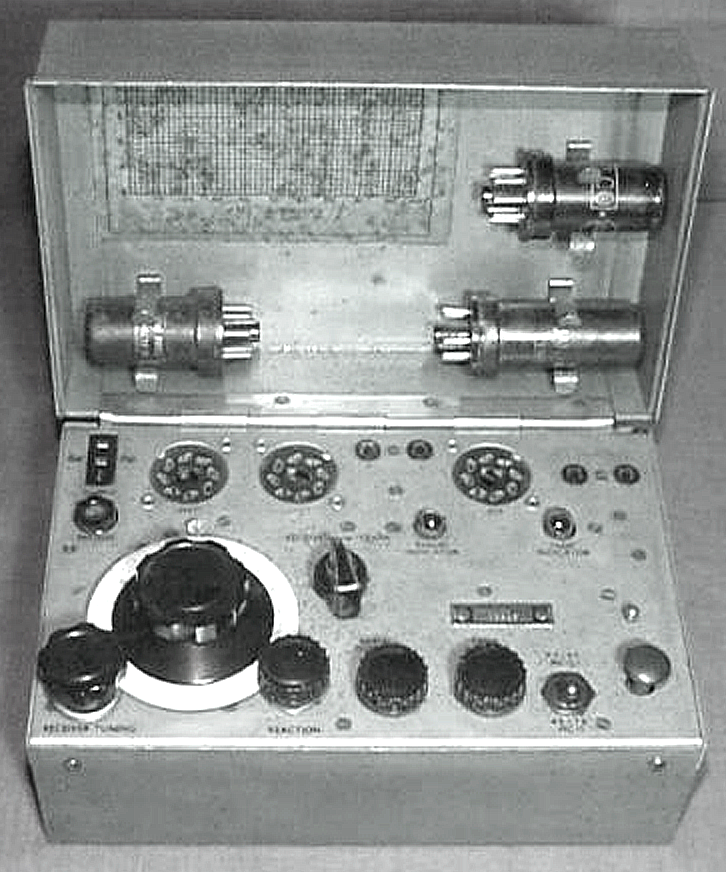
パラセットのレプリカ。蓋に取り付けられているのは真空管で、下の円形のソケットに差し込んで使用する。

コンパクトさが要求されるスパイ活動やレジスタンス活動用の無線機の受信部にも再生回路がよく使用された。例えば、第二次世界大戦中にイギリスの特殊作戦執行部（Special Operations Executive、SOE）のために作成された小型の電信用の無線機パラセット（Paraset、正式名称 Whaddon Mark VII）には再生検波回路が使われ、主にノルウェイやフランス、ベルギーでの地下活動用に使われた。パラセットは通称で、パラシュートでエージェントと共に敵地に投下されたためこのように呼ばれるようになった。この無線機は送信部に1本（ビーム四極管 6V6）、受信部に2本の真空管（五極管 6SK7）を使い、受信部は 0-V-1 の構成で3.0〜7.6 MHzを受信できた。同じ時期、ソビエトでも小規模部隊やスパイ / ゲリラ部隊のための小型の電信用の無線機セーヴェル（露: Север、「北」の意味）が作成され、1942年末には月産2000台に達した。この無線機も3本の真空管が使われた。パラセットと異なり同じ真空管を送信部と受信部とで共用する構成のため機能が高く、受信部は 1-V-1 の構成だった。
また、日本国内でのスパイ事件で使われた再生式受信機として有名なものに、ゾルゲ事件でマックス・クラウゼンが使用したものがある。セーヴェルのような専用の無線機は使用されず、国内で普通に入手できたシャープ製の小型軽量な3球の再生式ラジオを短波用に改造した 0-V-1 の構成のもので、改造用の部品もすべて国内で購入された。事件当時の鑑定結果では、新京の5.16 MHz、500 Wの送信機からの信号を明瞭に受信できたという。
再生回路を無線機ではなく兵器の一部として使用したものに、アメリカ軍がマリアナ沖海戦で初めて実戦使用したVT信管がある。これは飛行機など目標物から外れても一定の範囲内に入れば起爆する信管で、命中率の向上に役立った。内部の真空管による発振回路でVHF帯の高周波を発生させるとともに、飛行機から反射されてきた電波を同じ真空管で受信し、それらの位相差の変化から生じるビート音を検出するもので、受信機としての動作は発振状態にした再生回路と同じである。

## 超再生検波

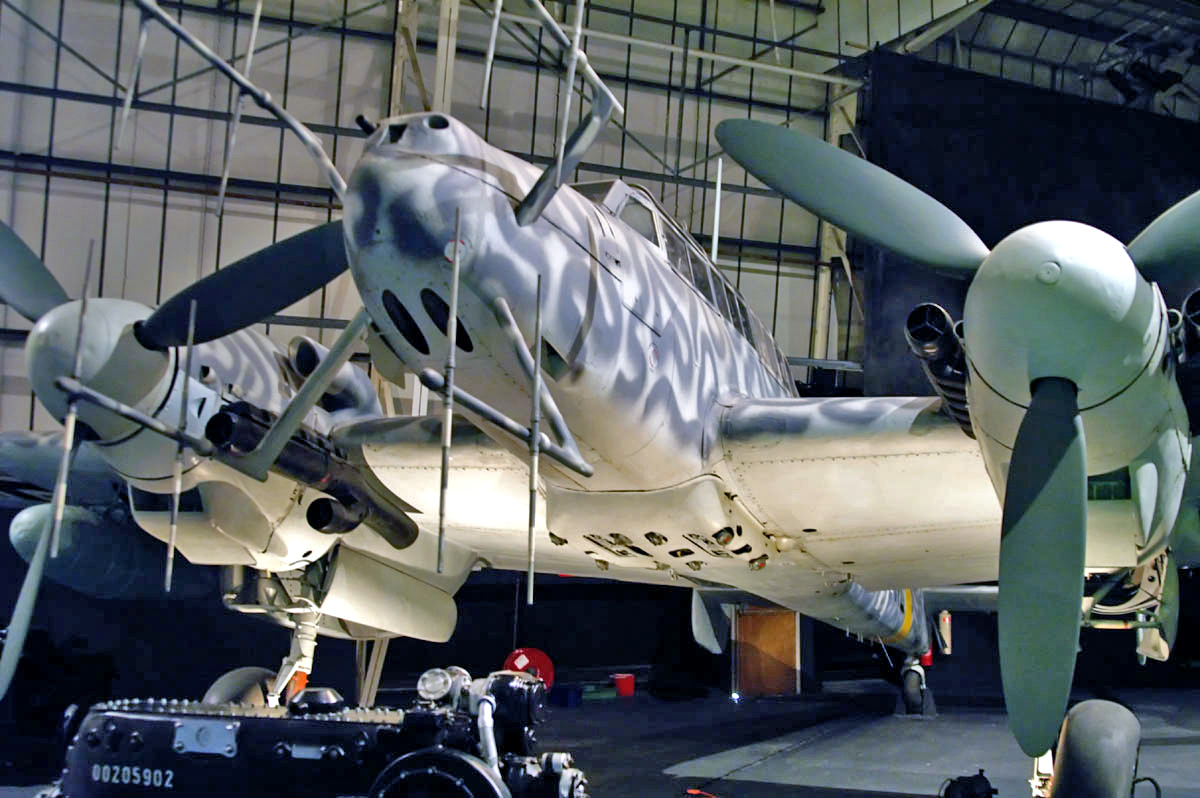
超再生検波回路を使ったFuG202レーダーを装備したBf110。機首にあるのがレーダー用アンテナ。

再生検波回路を発展させた回路として超再生検波回路がある。これは1922年にアームストロングが発明した回路で

、再生検波回路を改良し意図的に発振を断続（クエンチング）させることで帰還量の調整を不要にしたものである。
再生検波回路は発振直前の状態で最も高い感度が得られるが、不安定ですぐに発振してしまうため、この状態を維持するのは難しい。超再生検波回路では再生回路にクエンチング発振回路を付加し、発振状態と非発振状態とを繰り返させることで、この最も感度の高い状態を利用する。非発振状態から発振状態に移る時の回路は微弱な信号にも反応し、発振の立ち上がりのタイミングと立ち上がり方は入力信号の強度により変わる。クエンチング発振により発振状態と非発振状態とを繰り返すと、発振開始のタイミングで入力信号の強さをサンプリングしたようになり、発振波形から元の受信信号を取り出すことができる。サンプリング定理による制限のためクエンチング周波数は受信したい信号の帯域幅の最低でも2倍以上にしないと音質が悪くなる。ラジオなどの用途では人間の耳に聞こえない20 kHz以上の周波数にする。
クエンチング周波数をあまり低くすることができず、入力信号のサンプリングに相当する発振の立ち上がりにも一定の時間が必要で、同調回路のQ値が高いと発振の停止にも時間がかかるため、超再生検波回路は低い受信周波数で十分な性能を得ることができない。そのためVHF帯以上の周波数で使用されることが多い。
超再生検波回路の動作には、発振が飽和する前に非発振状態に戻るリニアモード（linear mode）と、完全に飽和した後に非発振状態に戻るログモード（logarithmic mode）がある。
リニアモードでは入力信号の強さで発振強度が変わり、入力信号でパルス振幅変調（PAM）されたような発振波形になる。このモードでは入力信号の強度と発振波形の振幅がほぼ比例する。
ログモードでは振幅でなく飽和するタイミングが信号強度で変わり、入力信号でパルス幅変調（PWM）されたような発振波形になる。入力信号のレベルが低い時は発振の立ち上がりが遅く、信号レベルが高くなるほど立ち上がりが指数関数的に早くなるため、ログモードでの信号強度と発振が飽和する時間との関係は対数的になる。この性質は自動利得制御（AGC）のように働き、弱い信号に対して利得が高くなり強い信号に対しては利得が下がる。そのためログモードは広いダイナミックレンジが要求される用途で使うことができる 。またこのような特性により、弱い信号の近くの周波数に強い信号があるとその影響で利得が下がり、弱い信号が抑圧される性質がある。
超再生検波回路には以下の特徴がある。
- 単純な回路で非常に高い増幅率が得られる
- 再生回路で必要だった再生の調整が不要
- 回路自身にAGC特性がありダイナミックレンジが広い
- 受信周波数で発振しアンテナから電波として放出され他の受信機に妨害を与える（高周波増幅段が無い場合）
- クエンチング発振による雑音（クエンチングノイズ）が発生する
- 無信号時の雑音が多い
- 選択度がよくなく、受信周波数内の最も強い信号を受信する

超再生検波回路の使用例として有名なものに、第二次世界大戦中にドイツで使われたFuG202リヒテンシュタインレーダーや同時期のアメリカ軍の敵味方識別装置がある。この頃の日本でも、海軍の艦隊内VHF通信用無線機としてほとんど全ての艦船に装備された海軍90式無線電話機 など多くの無線機で使用された。
再生検波回路と同様、超再生検波回路もスーパーヘテロダイン受信機が一般的になった1950年代以降は使われなくなり、ラジコンや無線式のガレージドアなど高い性能が要求されない一部の用途でのみ使われた。しかし単純でLSI化しやすく消費電力が低い特徴のため、近年になって低価格、超低消費電力が要求される近距離用の低〜中ビットレート無線通信システムへの応用が広がり再び注目され始めた。最初は低価格が要求される車のキーレスエントリーシステムなどに使われ、その後コンピュータの周辺機器、近距離用センサーネットワーク、通信機能付きインプラント などに使われている。
受信部が400 μW程度で動作するなど、超低消費電力なものが多い。
ラジコンや無線式リモコンなどOM/OFFのみの単純な動作をする回路では超再生回路が電波を受信していない状態ではクエンチングによって発信しているのをダイオードとコンデンサを使ってDC出力として取り出すことでリレーを常時ONにしておき、信号が乗っていない電波を受信するとノイズが止まってOFFになる単純な回路として応用されていた。これは特定の周波数の電波を受信するとONになる単純な仕組みだった為に近くに強い電波を出す発信源があると誤作動したので玩具や自動ドアなどの誤作動が問題にならない用途に用いられていた。

## 自然界の再生回路

### 聴覚と再生回路

蝸牛の断面の拡大図。中央がコルチ器（Organ of Corti）でその下の膜が基底膜。

コルチ器の拡大図。内有毛細胞（Inner hair cells）と外有毛細胞（Outer hair cells）とで再生検波回路と同様の動作を行う。

ヒトの聴覚を司る感覚器官である蝸牛（かぎゅう）には正帰還を用いた再生回路と同様の原理が用いられている。
内耳にあるカタツムリのような形状の蝸牛は音の周波数情報を神経細胞の電気信号に変換する器官だが、その機械的な構造から予想される周波数特性よりはるかに選択度が高く、また感度も非常に高いことが知られている。例えば、最小可聴値の研究からヒトは蝸牛内の 10-10 m から 10-11 m 程度のわずかな変位を検出可能と言われ、これは蝸牛での熱雑音による変位と同じか小さい値である。蝸牛は単純で受動的なものでなく非線形で能動的な性質を持ち、再生回路の集合体のように働いている。
蝸牛内で音を分析する役割を持つ基底膜（basilar membrane）上にはコルチ器と呼ばれる感覚器官があり、この内部に多数の内有毛細胞（Inner hair cells）と外有毛細胞（Outer hair cells）とが並行して規則的に並んでいる。内有毛細胞と外有毛細胞の働きは対照的で、内有毛細胞には脳に向かう求心性神経が、外有毛細胞には脳からの遠心性神経がつながっている。
聴覚の受容器である内有毛細胞は音の振動で興奮し、蝸牛神経を経由して大脳皮質の聴覚野に対象周波数の情報を送る。外有毛細胞は逆に音の振動に合わせてタンパク質モーターの長さを素早く変えることで特定周波数の振動を強める働きをする。これは再生検波回路での再生コイルによる正帰還のように働き、選択度と感度を向上させるのに役立っている。再生量は最適な感度になるよう自動的に調節され、高い感度とダイナミックレンジの広さとを両立させている。再生回路で再生量を上げすぎた場合と同様、蝸牛も特定周波数で一時的に発振して小さな音を発生させることがある。これは耳音響放射（Otoacoustic Emissions、OAE）の一種である自発耳音響放射（Spontaneous Otoacoustic Emissions）として知られている。
ヒト以外のほ乳類の聴覚も同じメカニズムを用いており、ほ乳類以外の聴覚でもメカニズムは異なるが同様の仕組みが発見されている。
蝸牛が再生回路のように動作しているという仮説を最初に提案したのはトーマス・ゴールド（Thomas Gold）で、1948年に発表された。リンパ液に満たされた蝸牛の内部ではその粘性による損失のため高い選択度を得ることができず、受動的な共振だけでは十分な選択度が得られないことが当時すでにわかっていた。この頃の無線の世界では選択度と感度を上げるための手段として再生回路が良く知られており、同じ目的のために自然界でも同様の仕組みが使われているに違いないとゴールドは考えた。しかしこの仮説は他の研究者に受け入れられなかった。再生回路の発振と同様、蝸牛も病変などにより何らかの音を発生させるとゴールドは予想し、耳鳴りの患者の耳から音を検出する試みも行ったがそのような現象は発見できなかった。ゴールドはその後聴覚研究から離れ天文学と地球物理学の研究者になり、ゴールドの仮説はそのまま忘れ去られた。
30年後の1978年、デヴィッド・ケンプ（David T. Kemp）は音を聞いた直後や無音状態の時に耳から小さな音が発生する現象を発表した。ケンプは耳鳴りの患者ではなく健常者を対象にした。この現象は耳音響放射と名付けられ、蝸牛が単純で受動的なものでないことを示していた。この発見が大きな転機となり、それまで十分理解されていなかった外有毛細胞の役割など蝸牛に関する多くの研究が行われ、ゴールドの仮説が再発見されるとともに、その正しさが認められるようになった。

## 発明の歴史

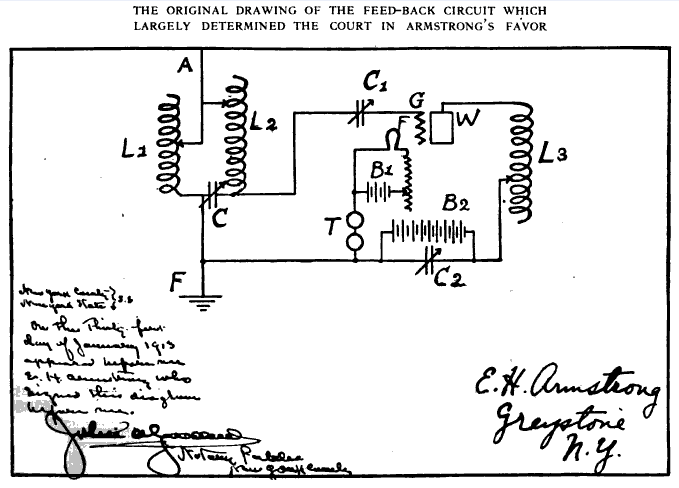
アームストロングが描いた再生回路のオリジナル図面。右下にアームストロング自身のサインが見える。

再生回路は、1912〜1913年頃のほぼ同じ時期に多くのエンジニアにより考案された。
アメリカでは、コロンビア大学を卒業したばかりのアームストロングが1913年10月19日に、また同じ日にゼネラル・エレクトリックの有名な科学者アーヴィング・ラングミュアが特許申請を行い、ドイツのテレフンケン社のエンジニアのマイスナー（Alexander Meißner）も1914年3月16日に再生回路の特許申請を行った。当時オーディオン（audion）の名前で呼ばれていた三極管の発明者であるリー・ド・フォレストは、1914年3月20日に再生検波回路であるウルトラオーディオン（ultra-audion）の特許を申請した。これらのうち、アームストロングの再生検波回路の申請のみが認められ1914年10月6日に特許（米国特許番号1113149）として成立した。
ドイツでは、1913年4月にテレフンケン社のマイスナーによる正帰還を用いた真空管式の発振回路が特許になり（ドイツ特許番号291604）、再生式の高周波増幅回路と検波回路とを組み合わせた受信回路が1913年7月に特許（ドイツ特許番号290256）として成立している。これらはアメリカでのアームストロングらの特許申請より早い。
ロンドンにあったグリエルモ・マルコーニの関連会社が出版した1923年度版イヤーブックでは、ベルリンのマイスナーが1913年に再生回路を発明したと記載されている。
イギリスでは、マルコーニ無線電信会社エンジニアのフランクリン（C. S. Franklin）がマイスナーと同様の受信回路で1914年6月に特許（英国特許番号13636/13、1913年6月申請）を取得し
、同じマルコーニ無線電信会社の有名な研究者で後のアームストロングのスーパーヘテロダイン方式の発明にも関係するラウンド（H.J Round）も同じような特許（英国特許番号28413/13、1913年12月申請）を1914年12月に取得している

。
マイスナーはこれらの特許に対抗するため、イギリスで再生検波回路と発振回路を含む広範囲の特許（英国特許番号252/14）を1914年1月に申請し1915年8月に取得した。
先発明主義をとっていたアメリカでは、1914年のアームストロングによる特許成立以降、ド・フォレストとアームストロングとの間で発明者を巡る長い特許訴訟が続くことになる。この特許訴訟は1934年まで続き、ド・フォレストとアームストロングとは法廷で13回争った。最終的に合衆国最高裁判所の判決によりド・フォレスト側が勝訴した。そのためアメリカでの法律上の再生回路の発明者はド・フォレストである。
しかし当時のアメリカの無線技術者は、この合衆国最高裁判所の判決にもかかわらず、アームストロングを支持した。現在の書籍でも、アームストロングが再生回路を発明 / 発見したとしているものが多い
。

### 再生回路の発明以前
再生回路や発振回路の技術のベースになる正帰還のアイデア自体は三極管が発明される前から知られていた。当時使われていた電話機の受話器と送話器を近づけた時の反応から、1890年にヒバード（A. S. Hibbard）が「ハミングテレフォン」（Humming Telephone）の現象を発見した。これは今日のハウリングに相当するものである。電話機のカーボン式の送話器と電池とを接続し、その電気出力をトランスを通し受話器に戻して、送話器と受話器を近づけると音が鳴るもので

、帰還現象により起こる。1908年には現象の理論的な解析が行われ、またコペンハーゲンのラーセン教授が直流を交流に変換するのにこの原理を利用している。当時の電話利用者にはよく知られた現象だった。
後のド・フォレストとアームストロングとの間の再生回路に関する特許訴訟では、帰還回路を用いた「継続的な電気振動を発生させる手段」をどちらが先に発明したかが重要な争点となるが、帰還回路による電気振動の発生は三極管の発明以前から知られていた。
また、三極管自体も特定の条件を整えれば容易に発振する特性を持っていた。初期の三極管研究が行われていた時代、音声周波数での発振（ハウリング）はごく一般的な現象だった。非常に厄介な現象で、回路のパラメータ（例えばヒーター電圧）をわずかに変化させるだけで音が消えたり音調が変ったりした。当時この現象は「カナリア」（Canaries）と呼ばれていた。三極管が発明された当時のAIEE（American Institute of Electrical Engineers）でのスピーチで、ド・フォレスト自身もこのような現象の報告を行っている。高周波でもゲインを上げると三極管は容易に発振してしまう。三極管による安定した高周波増幅が行えるようになるのは真空管の各電極間寄生容量による影響をキャンセルする中和回路などの技術が発明されてからである。
三極管の発明以前の発振や増幅に関係するものとして、1895年頃のアーク放電の研究から発見された負性抵抗がある。これは抵抗値が見掛け上マイナスになるような素子や回路で、同調回路と接続すれば同調回路自体の抵抗を打ち消すことができ、三極管などを使用せずに発振や増幅を行うことができる。
アーク放電による負性抵抗を用いた高周波発振器はデンマークの技術者ヴォルデマール・ポールセンにより改良され1907年頃から無線送信機に利用された。また水銀灯の持つ負性抵抗が電話用の増幅器に使えることが発見され電話の中継装置に使われた。
有名な発明家で多くの無線研究を行ったニコラ・テスラは1899年頃コロラドスプリングスの研究所で様々な研究を行うが、その中の一つにコヒーラ検波器を用いた高感度のVLF帯受信機がある。ニコラ・テスラの研究者は、この受信機がコヒーラの持つ負性抵抗を利用し再生回路のような動作をしていたと主張している。
金属粉を絶縁容器に納めたコヒーラは強い高周波信号を加えると導通する性質を持ち、検波器として使われていた。しかし個々の金属粉表面の酸化被膜は半導体のようにも動作するため、微弱な高周波信号に対しては多数の点接触ダイオードを組み合わせたような非線形な特性も示す。加える高周波バイアスのレベルによりこの特性が変化し、負性抵抗素子としての特性を示すようになる。テスラの受信機はスパークギャップ式の高周波発生回路とコヒーラとを組み合わせて再生回路のような動作を行わせ、50 μVから500 μV程度の微弱な高周波パルスを検出できたと言われる。これは当時の受信機としては非常に高感度で、再び同じような性能が得られるのは真空管式の再生回路が発明されてからである。

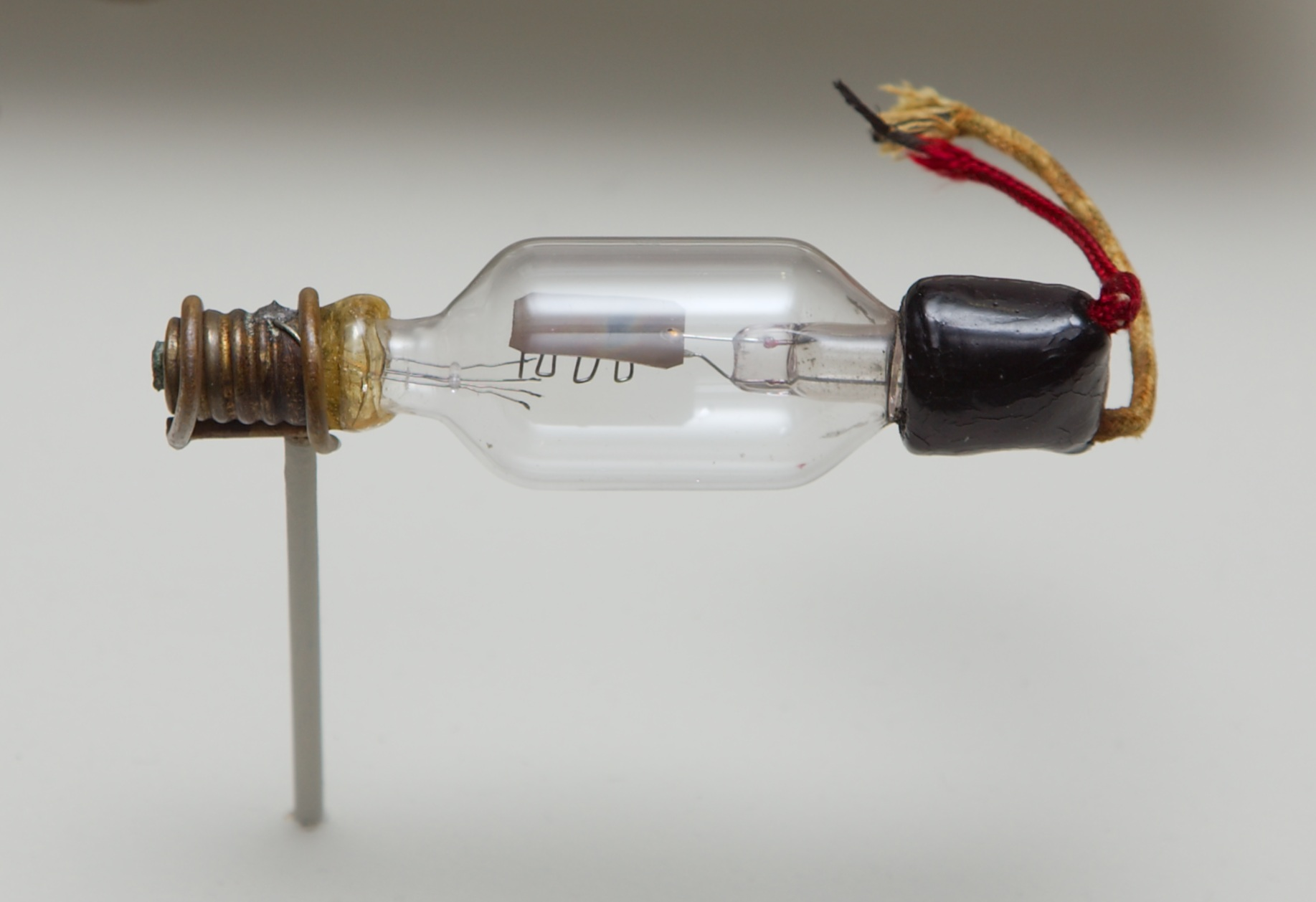
ド・フォレストのオーディオン

1906-1907年にド・フォレストは三極管を発明した。これは当時オーディオンとよばれた。これはジョン・フレミングが発明した二極管を改良したもので、1906年11月頃アイデアを思いつき1907年1月29日に特許申請をおこなった（米国特許番号879532）。このすこし前に副社長だった会社が破産し、最初の妻とも離婚したばかりのド・フォレストは、再び富と名声を得るため、申請の数か月後にはオーディオンや他の無線装置を販売するド・フォレスト無線電話会社（De Forest Radio Telephone Company）を作った。しかし製品はほとんど売れず、会社は1911年に倒産した。司法省はド・フォレストらを詐欺の疑いで告訴した。検察官は会社の唯一の資産が「ド・フォレストが発明したオーディオンと呼ばれる白熱灯のような奇妙な装置だけで、その価値の無いことが証明された」と発言した。
この当時、オーディオンは増幅素子ではなく高周波信号の検波器と考えられていた。高価（5ドルから8ドル程度）だったにもかかわらず単純で安価な鉱石検波器よりわずかに感度が良いだけだったため、ほとんど売れなかった。ド・フォレストはオーディオンに増幅機能があると主張していたが、この頃の三極管の動作と性能は二極管と大差がなかった。動作も非常に不安定だった。ド・フォレストの当時のアシスタントはオーディオンを「通常の無線オペレータが使用するには信頼性が低すぎ、複雑すぎる」としている。また、オーディオンは1910年(明治43年)頃に日本にも輸入され電気試験所で試験が行われたが、動作が不安定ですぐには実用にならないと判断されている。
発明したド・フォレスト自身も三極管の動作原理を十分理解しておらず、管内に封入したガスがイオン化することで動作すると考えていたため、特性の不安定さはなかなか改善されなかった。三極管の動作が安定するのは、ラングミュアなどの科学者により動作原理が正しく理解され高真空度の三極管が作られるようになった1913年頃からである。
そのためオーディオンには、一部の研究者や当時のアームストロングのような無線実験を行うアマチュア以外、大きな関心を持たなかった。

### 再生回路の発明

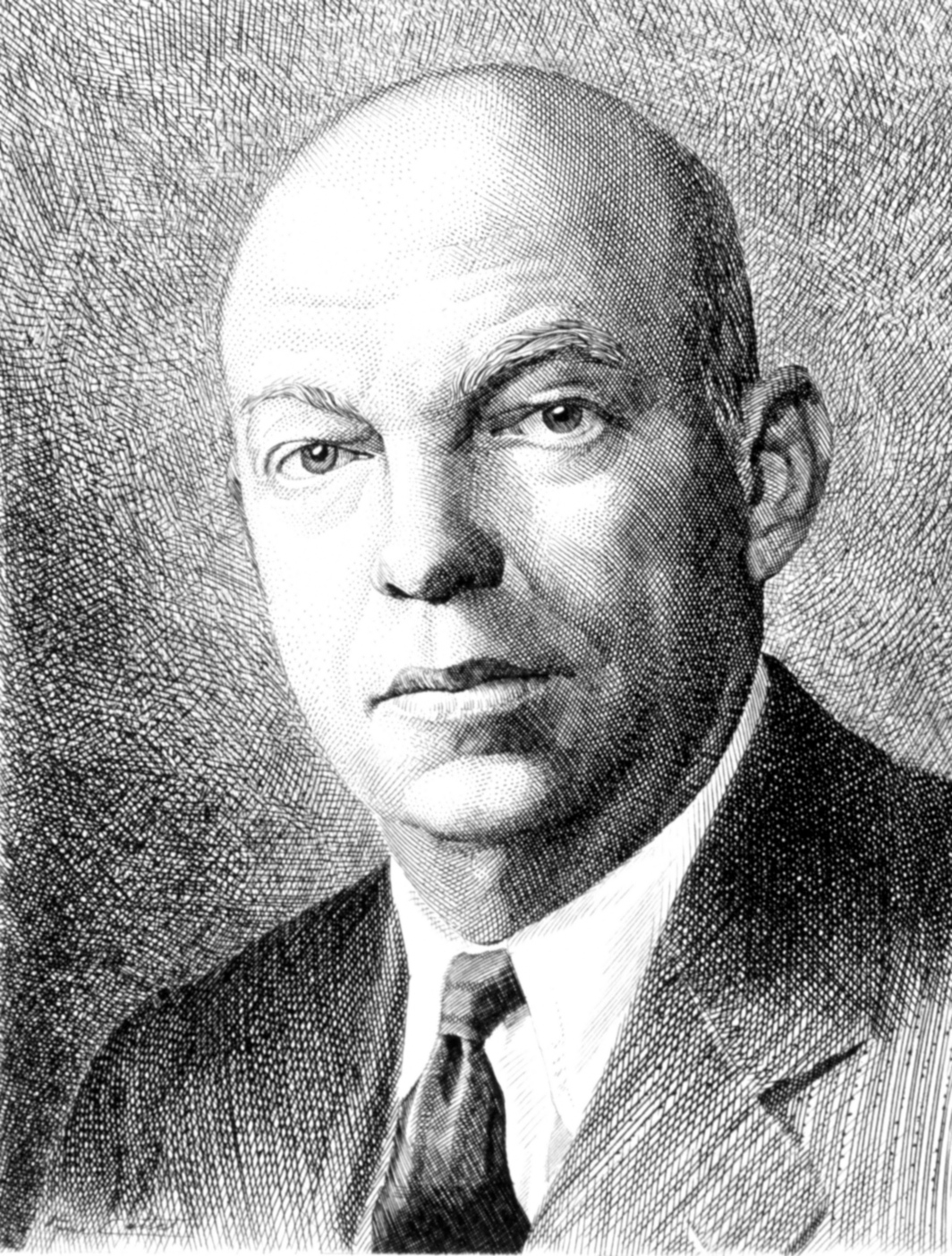
アームストロングは1914年にアメリカで再生回路の特許を取得したが、その後長い特許訴訟に巻き込まれ敗訴した。

三極管を用いた再生回路を含む増幅回路や発振回路の研究や発明は、皮肉にも、ド・フォレストの会社が倒産した1911年頃から盛んになった。研究や発明は多くの国、多くの研究者の間でほぼ同時に並行して行われた。
例えば、オーストリア人のリーベン（Robert von Lieben）、ライス（Eugen Reisz）およびストラウス（Siegmund Strauss）はリーベン管と呼ばれる水銀蒸気入り三極管を開発し、1911年にフランスで三極管を使った増幅器の特許（フランス特許番号13,726）を取得している。この特許には高周波信号の増幅や2段構成の増幅器も含まれていた。さらに、ストラウスはこの三極管を用いた発振回路の特許を1912年12月12日にオーストリアで申請した。この発明はさほど重要とは判断されず、特許の申請はオーストリアでしか行われなかった。そのためストラウスの発明が広く知られることはなかった。
リーベンらはドイツの会社と交渉を行い、1912年の初め頃にはテレフンケンやシーメンス、AEGなどいくつかの会社が参加してリーベンコンソーシアムを組織しリーベン管の研究と改良を行っていた。このような経緯から、テレフンケンのエンジニアだったマイスナー（Alexander Meißner）も、ストラウスの研究とは独立して、1913年3月にリーベン管による正帰還特性を用いた発振回路を考案し実験を行った。発振回路の周波数は約500 kHz（波長600 m）、出力は12 Wだった。6月にはこの発振回路を使いベルリンとその西 36 km に位置するナウエン（Nauen）との間の無線電話の実験を行った。さらに、この発振回路の応用として正帰還を用いた再生回路も考案された。1913年にリーベン管を使った帰還回路による受信機がナウエンとアメリカ（Sayville）とに設置されて大西洋間の通信に使われ、大幅に受信性能が向上した。発振回路は1913年4月10日に、再生式の高周波増幅回路と検波回路とを組み合わせた再生検波回路は1913年7月16日にドイツでテレフンケンが特許を取得した。
アメリカでは、1911年にマサチューセッツ州のジョン・ハモンド研究所で無線操縦システムを開発していたエンジニアのローウェンスタイン（Fritz Lowenstein）が、オーディオンを用いて単純な増幅器と発振器を作成した。過去にテスラのアシスタントとして働いていたローウェンスタインには、水銀灯の負性抵抗を利用した電話用の増幅器の知識もあり、水銀灯によく似たド・フォレストのオーディオンが増幅器に使えるかどうかに関心があった。11月に増幅器の設計は終わり、電話機をつないで試験を行い問題なく動くことを確認した。
ローウェンスタインは、魚雷の無線操縦システムで舵の制御に使うため、低周波発振器も設計した。この発振器の試験中に15 kHz程度の当時としては高い周波数でも発振可能なことを発見し、1912年初め頃にはこれを利用した無線電話機の実験を同じ建物内の2つの研究所間で行った。
ローウェンスタインはオーディオンを用いた電話用の増幅回路についてのみ1912年4月に特許申請を行った（米国特許番号1231764）。オーディオンの低周波発振（ハウリング）は当時よく知られた現象であり、また増幅ができれば発振器が作成できることは当たり前と考えたため、発振回路の特許は取得しなかった。ローウェンスタインの研究が広く注目されることはなかったが、一部の研究者や電信会社の経営者にはこれらの情報が伝わり、オーディオンを用いた回路の研究が刺激されることになった。
このような流れを受け、会社の倒産後ニューヨークからカリフォルニアに移り電信会社に雇われていたド・フォレストはオーディオンを用いた増幅回路の研究を開始し、1912年の夏に増幅回路についての一連の実験を始めた。当時ド・フォレストが実験を行っていた増幅回路もハウリングが発生し、それを抑え込むために苦労している。8月には増幅回路の出力を入力に戻すことで低周波の発振がおこることを確認した。この時のメモは後の再生回路の特許訴訟においてド・フォレストが勝訴する重要な証拠の一つになった。
同じころ、後にスーパーヘテロダイン方式の発明などで有名になるアームストロングは、ハウリングを抑え込むのではなく積極的におこす方法を考えていた。
高校のころからアマチュア無線クラブの一員として活動していたアームストロングは、この当時コロンビア大学で電気工学を勉強する学生だった。友人から1911年に譲り受けたオーディオンを使い、さまざまな受信回路の実験を行っていたが、最初のうちは鉱石検波器と同じくらいの感度しか得られなかった。
その後、たまたま受話器の端子間にコンデンサを接続したとき、信号がはっきりわかるほど強くなった。この現象からオーディオンが高周波で発振しているかもしれないと考え、1912年夏のある日、オーディオンのプレート出力に可変のコイルとコンデンサとを接続し同調回路となるようにしてみると、今度は信じられないほどの強さで信号が受信できるようになった。しかし、この当時オーディオンの動作原理と機能は正しく理解されておらず、どうしてこのような現象が起こるのかわからなかった。
再生回路の発明は幸運で、動作する回路を組み立てるのは数時間の作業だったが、回路内で起こっている現象を解き明かすには何か月もかかった、と後になってアームストロングは述べている。
アームストロングの組み立てた受信機は当時としては非常に感度がよく、ニューヨークでサンフランシスコ-ホノルル間の通信を受信している。さらに、マルコーニの巨大な無線局でも受信が困難だったアイルランドからの信号も受信できた。
1912年9月に自分の受信機を友人に見せ、1913年1月13日に発明の証明のため受信機の回路図に友人のサインをもらい、1913年の初めにはコロンビア大学でデモンストレーションを行った。1914年1月31日には、当時アメリカマルコーニ無線電信会社で働いており後にRCAの社長として活躍するデビッド・サーノフに再生受信機のデモンストレーションを行い、受信性能の高さを納得させている。この時のアームストロングはまだ学生で約200ドルの特許申請費用が払えず、父親からの補助は大学卒業後にしかもらえなかったため、特許申請はコロンビア大学を卒業した直後の1913年10月29日で、1914年10月6日に特許（米国特許番号1113149）として成立した。
特許成立後の1915年にアームストロングはIEEEの前身のIRE（Institute of Radio Engineers、無線学会）でオーディオンの増幅特性と再生検波回路の動作原理についての発表を行った。ド・フォレストはこの発表に対する手紙による応答として、この発表の数年前に帰還回路による発振回路を考案済みと回答している。また、この時点でもド・フォレストはオーディオンの動作原理について正しく理解しておらず、オーディオンの特性のばらつきについての手紙による議論でアームストロングに論破されている
。

### 特許訴訟

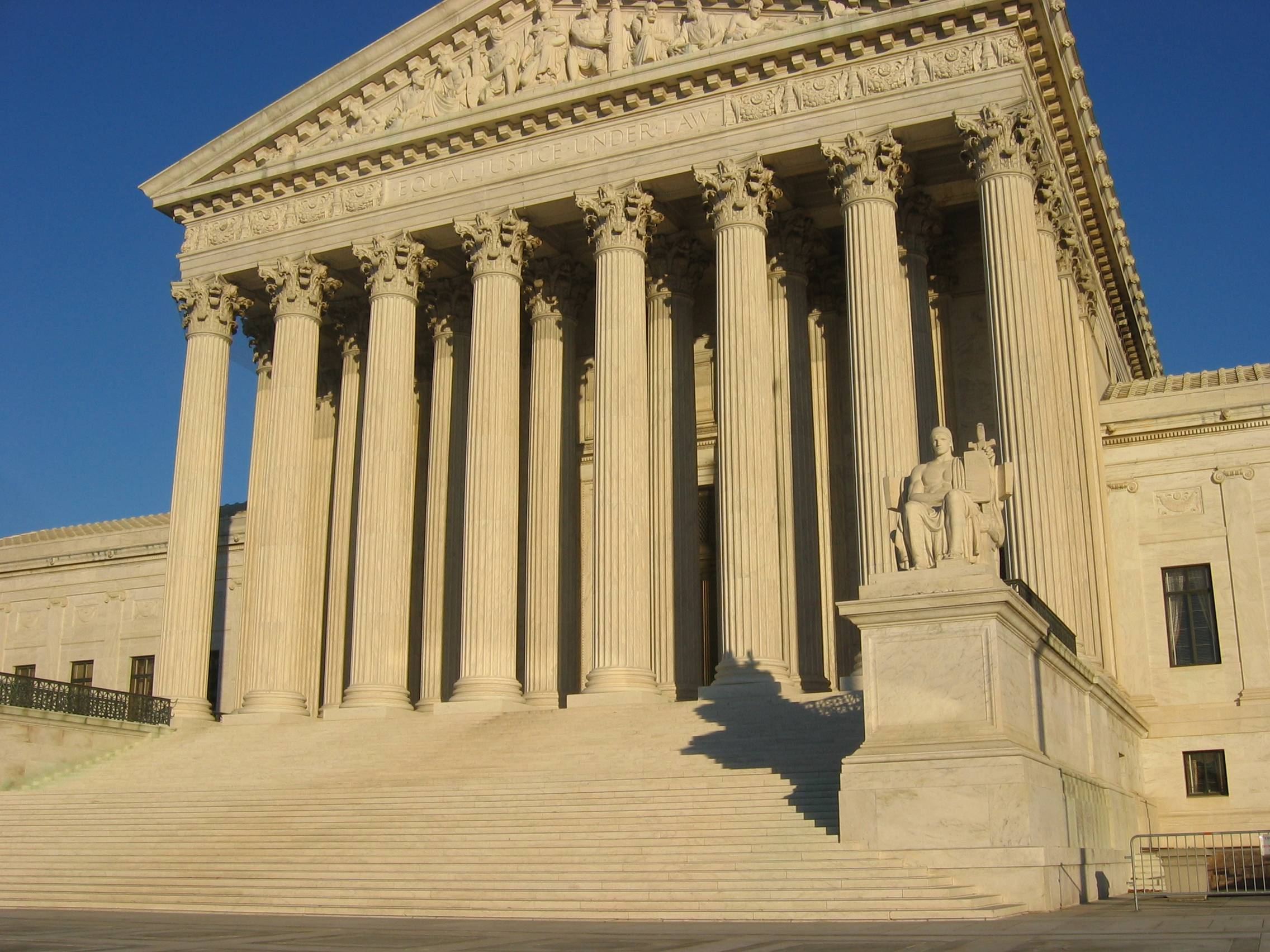
再生回路の特許訴訟が行われた合衆国最高裁判所

ド・フォレストは、1914年3月に再生検波回路であるウルトラオーディオン（ultra-audion）の特許を申請したが、アームストロングがすでに特許を申請済みだったため無効とされた。
アメリカでの再生回路の特許について、アームストロング以外にドイツテレフンケン社のマイスナー、ゼネラル・エレクトリックのラングミュアが申請を行っていた。そのためアームストロングの特許成立以降、アームストロング、ド・フォレスト、マイスナー、ラングミュア間で発明者を巡る長い特許訴訟が始まった。 この訴訟は1934年まで続き、無線の歴史の中で最も複雑な特許訴訟だと言われている。
1914年に第一次世界大戦が始まり1917年にアメリカが参戦したため訴訟の進みはしばらく停止した。敵国であるドイツのマイスナーの訴えは考慮外となり、アームストロングも士官として戦争に参加しパリに派遣されるなどし、大きな動きが起こるのは第一次世界大戦後になってからだった。
最初の判決である1921年のニューヨーク地方裁判所の判決ではアームストロングが勝訴した。1912年8月に行った低周波発振の実験から、ド・フォレストはその時点で再生回路を発明していたと主張していた。裁判所は、ド・フォレストが実験の時点でその重要性を認識できておらず、ウルトラオーディオンの特許申請時点でもまだその動作原理について十分理解できていなかったとして、主張を退けた。また、ラングミュアの発明はアームストロングが証拠として残した図面の日付1913年1月13日より後だったため、ラングミュアも対象外になった。
ド・フォレストはこれを不服としてコロンビア特別区控訴裁判所に上訴した。ここではド・フォレストの主張が認められ、ド・フォレストが勝訴した。控訴裁判所では、ド・フォレストが1912年8月に行った低周波発振の実験のノートを証拠として提出したため、当時争点となった「継続的な電気振動を発生させる手段」をド・フォレストがその時点で発明したことが認められた。
これを受けてド・フォレストのウルトラオーディオンの特許が成立し、逆にアームストロングがこの特許を侵害したとしてペンシルベニア地方裁判所に訴えられた。ここでもド・フォレストの主張が認められたため、今度はアームストロングが控訴裁判所に上訴した。控訴裁判所でもド・フォレストの主張が支持された。アームストロングはさらに上訴したが、合衆国最高裁判所はアームストロングの申し立てを棄却し、1928年にアームストロングの敗訴が確定した。この敗訴によりアームストロングの特許の請求項目のほとんどが無効になった。
特許訴訟はこれで終わりではなく、1934年になっても継続した。
ド・フォレストは1912年頃からAT&Tと関係を持っており、再生回路の特許もAT&Tに売却していた。1934年、AT&Tと特許の相互認可協定を結んでいたRCAはAT&Tとともに、この特許を侵害したとして小さな製造会社ラジオ・エンジニアリング・ラボラトリーズを訴えた
。前回の裁判所の判断に不満を持ち、また超再生回路やスーパーヘテロダイン方式、周波数変調などの発明で有名になり多くの特許収入を得ていたアームストロングはこの製造会社の訴訟費用を引き受け、再度ド・フォレストの発明の有効性が争われることになった。
前回の裁判と同様、地方裁判所の判断と控訴裁判所の判断は異なった結果となり、最終判断は合衆国最高裁判所に持ち込まれた。これはアメリカで同じ訴えが最高裁判所に持ち込まれた最初のケースになった。最高裁判所でもド・フォレストが1912年8月に行った低周波発振の実験ノートが発明の証拠と認められ、アームストロング側がそれを覆す十分な証拠を提出できなかったとしてド・フォレストの発明が有効と判断された。アームストロング側は再び敗訴した。
アームストロングは再生回路の発明により1917年にIRE（Institute of Radio Engineers）からIRE栄誉賞のメダルを授与されたが、この敗訴を受けて1934年のIRE第9回年次総会に参加しこのメダルを返却しようとした。この際、当時のIRE議長はアームストロングがこれまでに行った研究の科学的な価値を高く評価しIRE栄誉賞の決定を再確認する発言を行った。集まった技術者は、最高裁判所の判決にもかかわらず、スタンディングオベーションでこの決定を支持した。総会に参加したアームストロングはこの発言を聞き、無線エンジニアの最高の栄誉であるとして感謝し涙したと言われている。